# Dundraw
Dundraw är en by och en civil parish i Cumbria i England. Orten har 167 invånare (2001).